# 凱爾克萊

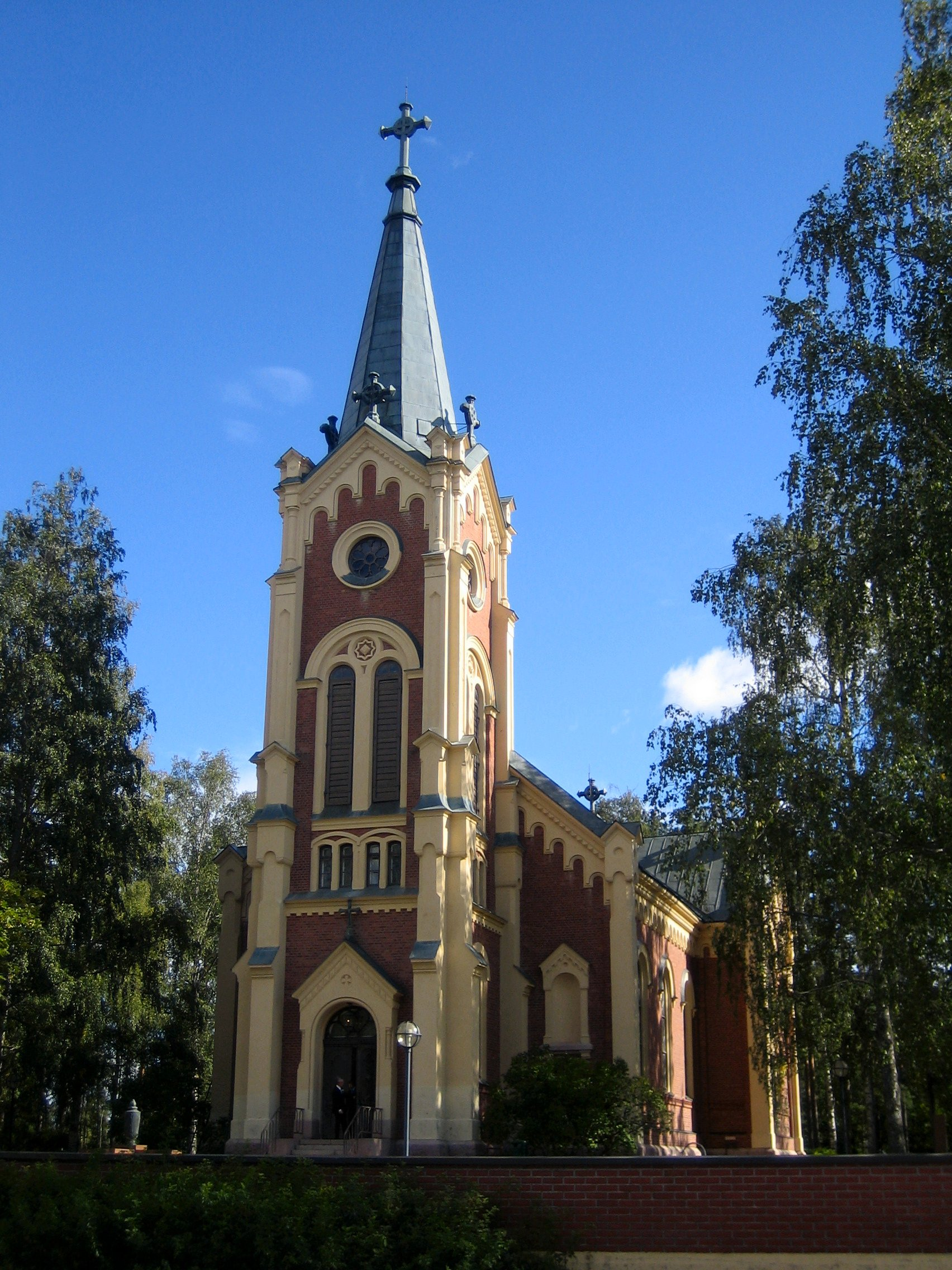

凱爾克萊是芬蘭的城鎮，位於該國南部，由派亞特海梅區負責管轄，始建於1865年，面積259平方公里，2013年人口4,798，人口密度為每平方公里18.71人。

## 外部連結
- Municipality of Kärkölä（页面存档备份，存于） – Official website （文）